# Chamaecyparis lawsoniana
Chamaecyparis lawsoniana là một loài thực vật hạt trần trong họ Cupressaceae. Loài này được A.Murray bis Parl. mô tả khoa học đầu tiên năm 1864.